# 小倉唯 Birthday Event 2024 “唯涼祭”〜Cute or Cool?〜
『小倉唯 Birthday Event 2024 “唯涼祭”〜Cute or Cool?〜』（おぐらゆい バースデイ イベント 2024 ゆいりょうさい キュート オア クール）は、2024年8月15日に開催された小倉唯のライブイベント。また、その模様を収録した小倉唯初のファンクラブ限定映像作品。同年11月17日に小倉唯ファンクラブ「Yui's＊company.」からBlu-rayが発売された。

## 概要
2024年8月15日、LINE CUBE SHIBUYAにて小倉唯の誕生日イベント『小倉唯 Birthday Event 2024 “唯涼祭”〜Cute or Cool?〜』開催された。
2018年8月15日に行われた9thシングル「永遠少年」のリリースイベント『小倉唯9th Single「永遠少年」発売記念トーク＆ミニライブ『唯涼祭』』以来、6年ぶりの唯涼祭開催となる。
本公演の模様を収録したBlu-rayが、小倉のライブツアー『小倉唯 LIVE TOUR 2024 〜Bloomy × Meet you!〜』のファイナル公演会場・パシフィコ横浜国立大ホール内に設置されたファンクラブ特設ブースにて先行販売され、終演後、ファンクラブ通信販売も開始された。

## 収録内容

### セットリスト
セットリストは昼夜若干異なるも概ね共通。
[1部]〜Day Cute♡mode〜 ※昼公演
M1 君色のキセキ
M2 I・LOVE・YOU!!
M3 ね〜え?（松浦亜弥）※カバー
M4 最上級にかわいいの!（超ときめき♡宣伝部）※カバー
M5 Wild☆Kitty
M6 ハイタッチ☆メモリー
[2部]〜Night Cool☆mode〜 ※夜公演
M1 君色のキセキ
M2 I・LOVE・YOU!!
M3 ね〜え？
M4 ロミオとシンデレラ ※カバー
M5 Wild☆Kitty
M6 ハイタッチ☆メモリー

### 映像特典
[1部]〜Day Cute♡mode〜 ※昼公演
トークコーナー（ダイジェスト）
公演後コメント
[2部]〜Night Cool☆mode〜 ※夜公演
トークコーナー（ダイジェスト）
公演後コメント